# 平瀬りえ
平瀬 りえ（ひらせ りえ、1960年10月1日 - ）は、日本の女優。北海道夕張市出身。血液型B型。かつて所属していた事務所は「大鷲プロモーション」。

## 略歴
- 夕張市内の商業高校を卒業後、大手化粧品メーカーの美容部員として一時札幌市内に就職したが、その後上京してハーフ系の多いモデル事務所に所属ファッションモデルとなる。
- 1981年1月9日、平凡パンチ主催、日テレ11PM後援による『スパーキング・ギャルコンテスト』（軽井沢）に入賞。有名スポーツ用品メーカーの新製品発表会等にモデルとして出演。
- 同年7月1日、「にっかつ」ロマンポルノ10周年記念新人女優コンテスト（池袋サンシャインシティ蘭の間）で優勝し[5][2]、映画女優に転向。このコンテストに応募した理由は「モデルの仕事が中途半端に思っていたので、情熱が持てることがしたかった」「女優として芝居がやりたかった」とのことだったという[3][4]。
- 週刊プレイボーイにてグラビアデビュー。
- 公表されていたサイズ（1981年当時）は、身長163cm、B85cm、W57cm、H87cm[2][1][3]。
- デビュー当時、美保純、中川みず穂との3人で『にっかつニュー3人娘』として売り出されていた[6]。
- テレビドラマや舞台に出演。ビデオ、写真集などもある。
- ファンクラブもあり、オリジナル曲も歌っている。
  - ファンクラブ・ミニコンサート(1983年1月19日)
- 極真会館やJACの道場に通い、またアメリカのスタント学校（Kahana's Stunt School）で訓練を受けるなど、優れた運動神経を生かしてアクション派女優を目指していた。なお、高校生時代の部活は空手部であり[2]、空手２段[5]。
- 1986年に渡米。

## 出演

### 映画
- ズームアップ暴行白書
- セーラー服鑑別所
- 小松みどりの好きぼくろ
- OL監禁（主演作品）
- メイク・アップ (ニュー・センチュリー・プロデューサーズ)

### テレビ
- 宇宙刑事ギャバン（乙姫様コンテスト ハチャメチャ竜宮城）(1982/7/23)
- 変装探偵II 殺人鬼の赤い靴が歩く(1982/08/07)
- 西部警察 PART-II（第13話 俺の愛したマリア）(1982/09/12)  - 中畑の恋人
- ゴールデンワイド劇場（モンタージュ写真の謎）(1982/09/13)
- 露天風呂連続殺人・婚前奥伊豆旅行“私を鬼女にしたのは誰” （混浴露天風呂シリーズ1）(1982/10/16)
- 特捜最前線（ふるさとの女）(1982/12/08)
- 新ハングマン（第3話 ホテル腹上死を演出する始末屋）(1983/08/12) - 中西リエ
- 星雲仮面マシンマン（第20話「オクトパスの女王」怪盗黒猫役）(1984/05/25)
- 毎度おさわがせします（第2シーズン第13話「元気のでる一家」）(1986/03/04)
- エンゲージリング（六月の花嫁シリーズ）(1986/06/24)
- 牟田刑事官事件ファイル（奥鬼怒川湯けむり渓谷の殺意）(1987/01/17)
- 三菱アクションドキュメンタリー THEチャレンジャー（米国スタント学校（Kahana's Stunt School）での訓練風景を編集したアクションドキュメンタリー）

など

### 舞台
- 日劇ミュージックホール出演
  - 1981年 10/30〜12/27 「ビーナスのセクシーメルヘン」1部5景「亜樹よ、木枯らしに飛べ」（リイドコミック連載「刑事あんこう」より　作・演出＝篠原とおる）
  - 1983年 7/15〜 7/31 「演歌INエロス 女からおんなへ」朝吹ケイト、大沢ゆかり ( クミコ・グレース ) と交代しながら出演

### ビデオ
- 空手のお姉さん
- りえの昼顔
- サイレントファンタジア

など多数

### 写真集
- モーニングブレーク
- サイレントファンタジア（同名のビデオあり）